# چن ژونگ
چن ژونگ (انگلیسی: Chen Zhong؛ زادهٔ ۲۲ نوامبر ۱۹۸۲) تکواندوکار اهل چین است.